# یوشینو تاکاموری
یوشینو تاکاموری (انگلیسی: Yoshino Takamori; ۲۳ نوامبر ۱۹۶۳ – ) صداپیشه، و بازیگر اهل ژاپن بود. وی از سال ۱۹۸۴ میلادی تاکنون مشغول فعالیت بوده‌است.